# Orašac (Obrenovac)
Pour les articles homonymes, voir Orašac.

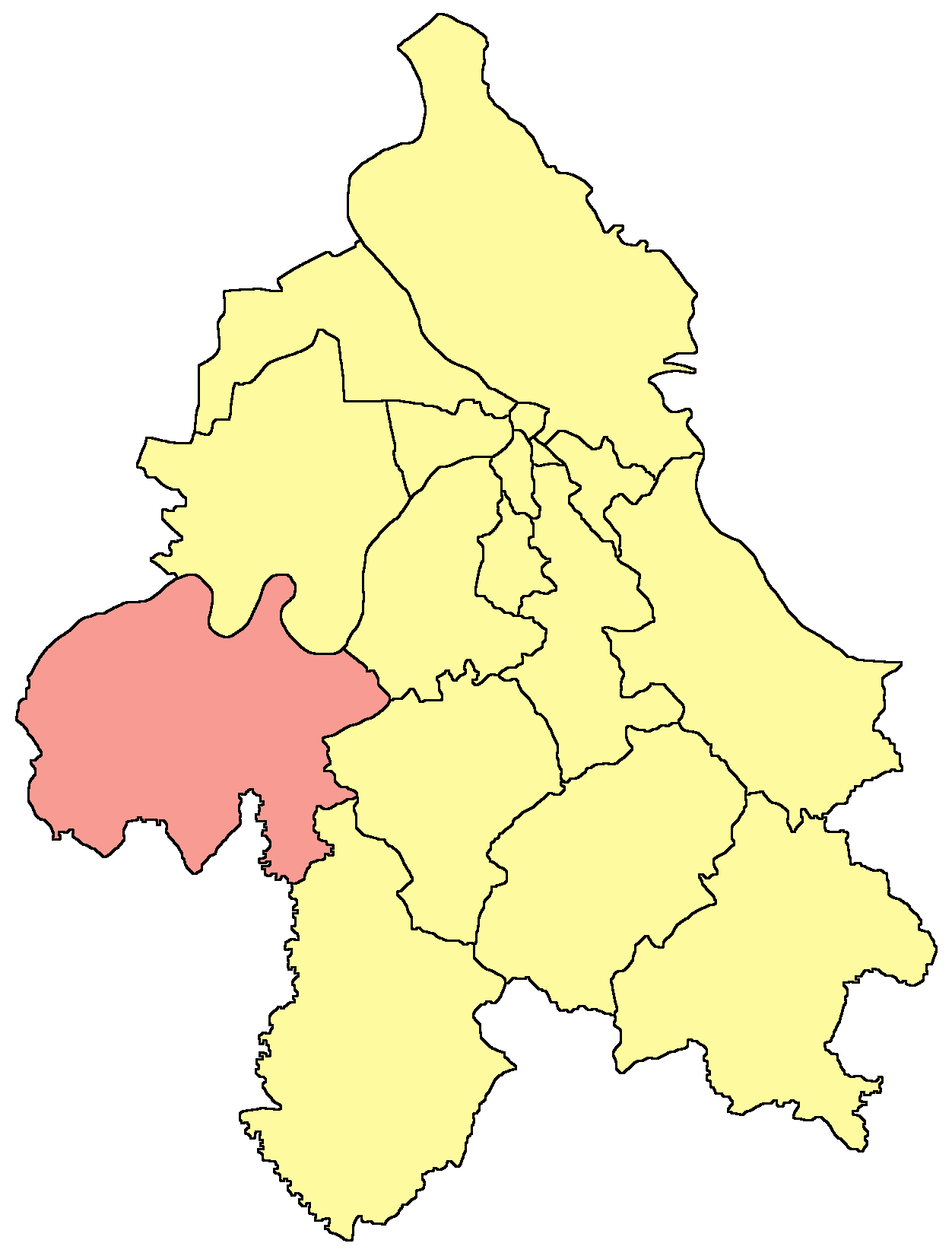
Localisation de la municipalité d'Obrenovac dans la Ville de Belgrade

Orašac (en serbe cyrillique : Орашац) est un village de Serbie situé dans la municipalité d’Obrenovac et sur le territoire de la ville de Belgrade. Au recensement de 2011, il comptait 607 habitants.

## Démographie
| 1948  | 1953  | 1961  | 1971  | 1981 | 1991 | 2002 | 2011 |
| ----- | ----- | ----- | ----- | ---- | ---- | ---- | ---- |
| 1 188 | 1 249 | 1 114 | 1 015 | 949  | 881  | 707  | 607  |

|  |